# Filmografia de Christopher Nolan
A carreira do diretor de cinema, produtor e roteirista britânico-americano Christopher Nolan teve início com a direção de longa-metragem de suspense policial neo-noir Following (1998), que foi produzido com um baixo orçamento de 6 mil dólares. Dois anos depois, Nolan dirigiu o terror psicológico Memento (2000), estrelado por Guy Pearce como um homem que sofre de amnésia anterógrada (perda de memória a curto prazo) em busca dos assassinos de sua esposa. Semelhante ao seu longa-metragem de estreia, Memento possui uma estrutura narrativa não-linear considerada inovadora e rendeu-lhe sua primeira indicação ao Prêmio Sindicato dos Diretores da América de Melhor Direção e ao Oscar de Melhor Roteiro Original. Em seguida, Nolan dirigiu o remake de suspense Insomnia (2002), estrelado por Al Pacino, Robin Williams e Hilary Swank.
Em 2005, Nolan dirigiu o filme de suspense de super-heróis Batman Begins, estrelado por Christian Bale e baseado na revista em quadrinhos Batman: Year One que reconta a origem do personagem-título. No ano seguinte, Nolan assumiu a direção do terror psicológico The Prestige (2006), no qual Bale e Hugh Jackman interpretaram dois poderosos mágicos rivais do século XIX. Seu filme seguinte foi a sequência The Dark Knight (2008), no qual Bale reprisou seu papel como Batman ao lado de Heath Ledger como o Coringa numa performance altamente aclamada pela crítica de cinema. O filme arrecadou mais de 1 bilhão de dólares em todo o mundo e tornou-se a maior bilheteria do ano além de 8 indicações ao Óscar, incluindo as de Melhor Direção de Arte e Melhor Ator Coadjuvante para Ledger. Em 2010, Nolan dirigiu o filme de ação e ficção científica Inception, estrelado por Leonardo DiCaprio como o líder de uma equipe que rouba informações entrando no subconsciente das vítimas. A produção foi indicada ao Oscar de Melhor Filme.
Dois anos depois, Nolan dirigiu The Dark Knight Rises (2012), o terceiro título da chamada "Trilogia Nolan" ou "Trilogia Dark Knight" dos filmes de Batman e que arrecadou um total de 1 bilhão de dólares em bilheterias mundiais. Nos anos seguintes, Nolan assumiu a produção de diversos filmes do mesmo gênero como Man of Steel (2013) e Batman v Superman: Dawn of Justice (2017), ambos dirigidos por Zack Snyder. Ainda em 2014, Nolan dirigiu o filme de ficção científica Interstellar (2014), estrelado por Matthew McConaughey, Anne Hathaway e Jessica Chastain. Em 2017, Nolan dirigiu o aclamado filme de guerra Dunkirk, pelo qual recebeu sua primeira indicação ao Oscar de Melhor Diretor. Nos anos seguintes, dirigiu o filme de ficção científica Tenet (2020) e o filme de drama biográfico Oppenheimer (2023).

## Filmografia

### Cinema
| Ano  | Título original                    | Cargo   | Cargo      | Cargo    | Direção       | Ref.   |
| Ano  | Título original                    | Diretor | Roteirista | Produtor | Direção       | Ref.   |
| ---- | ---------------------------------- | ------- | ---------- | -------- | ------------- | ------ |
| 1998 | Following                          | Sim     | Sim        | Sim      |               | [ 18 ] |
| 2000 | Memento                            | Sim     | Sim        |          |               | [ 18 ] |
| 2002 | Insomnia                           | Sim     |            |          |               | [ 5 ]  |
| 2005 | Batman Begins                      | Sim     | Sim        |          |               | [ 19 ] |
| 2006 | The Prestige                       | Sim     | Sim        | Sim      |               | [ 20 ] |
| 2008 | The Dark Knight                    | Sim     | Sim        | Sim      |               | [ 21 ] |
| 2010 | Inception                          | Sim     | Sim        | Sim      |               | [ 22 ] |
| 2012 | The Dark Knight Rises              | Sim     | Sim        | Sim      |               | [ 23 ] |
| 2013 | Man of Steel                       |         | Sim        | Sim      | Zack Snyder   | [ 18 ] |
| 2014 | Interstellar                       | Sim     | Sim        | Sim      |               | [ 24 ] |
| 2014 | Transcendence                      |         |            | Sim      | Wally Pfister | [ 18 ] |
| 2016 | Batman v Superman: Dawn of Justice |         |            | Sim      | Zack Snyder   | [ 18 ] |
| 2017 | Dunkirk                            | Sim     | Sim        | Sim      |               | [ 25 ] |
| 2017 | Justice League                     |         |            | Sim      | Zack Snyder   | [ 26 ] |
| 2020 | Tenet                              | Sim     | Sim        | Sim      |               | [ 6 ]  |
| 2021 | Zack Snyder's Justice League       |         |            | Sim      | Zack Snyder   | [ 27 ] |
| 2023 | Oppenheimer                        | Sim     | Sim        | Sim      |               | [ 17 ] |